# Педурень (Сучава)
Педурень, Педурені (рум. Pădureni) — село у повіті Сучава в Румунії. Адміністративно підпорядковане місту Серет.
Село розташоване на відстані 390 км на північ від Бухареста, 35 км на північ від Сучави, 142 км на північний захід від Ясс.

## Населення
За даними перепису населення 2002 року у селі проживали 529 осіб, усі — румуни. Усі жителі села рідною мовою назвали румунську.